# Censor
|  | Per a altres significats, vegeu «censor romà». |

El censor és la professió o l'encàrrec de la persona que ha de vetllar per la conducta dels altres, l'observança dels estatuts en una comunitat, una societat, país. Quan es tracta de la llibertat d'expressió és l'ofici de les persones que en nom del poder efectuen la censura.
Durant el franquisme, els censors es carregaven de tallar pàgines de llibres i revistes, o emmascarar amb negre imatges o texts que atacaven el règim, la moral, els ministres o el dogma o de manera més subtil, en vetllar i «netejar» preventivament obres o traduccions en col·laboració amb els autors i traductors. Bon nombre de traduccions d'aleshores subsisteixen fins avui, doncs, l'únic que va desaparèixer el 1978 a la transició, no és la censura, però només els censors.
A l'església catòlica, el censor librorum (censor de llibres) havia de controlar llibres o manuscrits per autoritzar la seva publicació (imprimàtur) o per prohibir-lo i posa'l a l'Index Librorum Prohibitorum.